# Funkcja dodatnio określona
Funkcja dodatnio określona – jest to funkcja dwu zmiennych {\displaystyle K\colon X\times X\to \mathbb {C} ,} działająca w ciało liczb zespolonych {\displaystyle \mathbb {C} ,} spełniająca własność:
{\displaystyle \forall n\in \mathbb {N} \ \forall x_{1},x_{2},...,x_{n}\in X\ \forall a_{1},a_{2},...,a_{n}\in \mathbb {C} }
{\displaystyle \sum _{j=1}^{n}\sum _{i=1}^{n}~a_{i}\cdot K(x_{i},x_{j})\cdot {\overline {a}}_{j}>0,}
gdzie {\displaystyle {\overline {a}}} jest sprzężeniem liczby {\displaystyle a.}

## Związek z iloczynem skalarnym
Twierdzenie Kołmogorowa:
Niech {\displaystyle K\colon X\times X\to \mathbb {C} } będzie funkcją dodatnio określoną.
Wtedy istnieje jedyne przekształcenie {\displaystyle a\colon X\to H,} takie że:
- {\displaystyle H} jest przestrzenią Hilberta,
- {\displaystyle \langle a(x)|a(y)\rangle =K(x,y),} gdzie {\displaystyle \langle \cdot |\cdot \rangle } jest iloczynem skalarnym w {\displaystyle H,}
- {\displaystyle \mathrm {span} \{a(x)\colon x\in X\}} jest gęsty w {\displaystyle H.}